# Xanthocampoplex
Xanthocampoplex is een geslacht van insecten uit de orde vliesvleugeligen (Hymenoptera) en de familie Ichneumonidae.

## Soorten
- X. caloptiliae Kusigemati, 1982
- X. chinensis Gupta, 1973
- X. huberti Rousse & Villemant, 2012
- X. hunanensis He & Chen, 1992
- X. kumatai Kusigemati, 1982
- X. luteus (Szepligeti, 1906)
- X. maccus (Enderlein, 1921)
- X. nigromaculatus (Cameron, 1907)
- X. oneili (Cameron, 1905)
- X. orbitalis (Walley, 1944)
- X. politus Gupta, 1973
- X. similis Gupta & Gupta, 1971
- X. spulerinae Kusigemati, 1982
- X. taiwanensis Gupta, 1973
- X. townesi Gupta, 1973
- X. wynaadensis (Rao, 1953)